# Caloptilia ischiastris
Caloptilia ischiastris är en fjärilsart som först beskrevs av Edward Meyrick 1907.  Caloptilia ischiastris ingår i släktet Caloptilia och familjen styltmalar. Inga underarter finns listade i Catalogue of Life.